# 중국계 인도네시아인

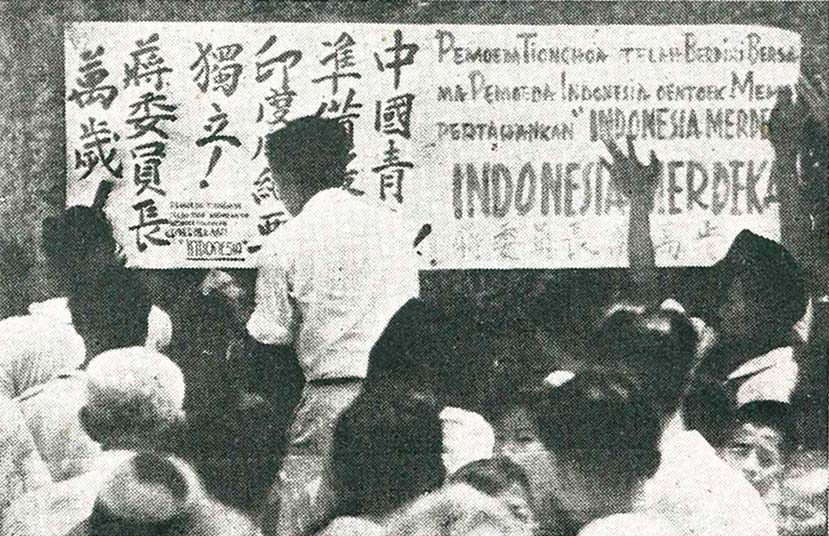

중국계 인도네시아인 / 인도네시아 화교(영어: Chinese Indonesian, 중국어: 印度尼西亞華人)는 인도네시아에 거주하는 화교를 말한다. 인도네시아 현지에서는 티옹화(Tionghoa)라고 하지만, 말레이시아 화교들처럼 치나(Cina)라고 부르기도 한다. 인구의 4%에 지나지 않지만, 경제권의 80%를 장악하고 있다.

## 역사
인도네시아의 화교들은 네덜란드 식민지 시절부터 존재했다. 과거 바타비아(현 자카르타)에 화교들만의 마을들이 있었다.
화교들은 빠른 속도로 경제권을 장악하기 시작했으며, 이 때문에 말레이계 현지인들과 종종 마찰을 빚었다. 독립 후인 1950년대부터 현지인들을 중심으로 한 정부는 화교들에 대한 탄압을 시작했는데, 이 때 중국어 사용이 금지되었다. 1965년 쿠데타 당시 공산당 진압 작전이 있었는데, 문제는 이 과정에서 수많은 화교들이 공산주의자로 몰려 살해되었다.
쿠데타 이후 집권한 수하르토는 즉각 화교를 현지인으로 만들기 위한 조치를 취했다. 중국어 사용 금지는 물론, 공공장소에서 중국 문화를 행하는 행위(예: 춘절 기념)를 금지시켰다(물론 집안에서는 가능했다). 또한 중국식 성씨를 인도네시아식으로 개명하게 했다(대표적인 기업인 림시우리옹은 "수도노 살림"으로 개명했다). 그밖에 화교들은 공직 진출을 금지당했다.
하지만 경제권만큼은 크게 통제되지 못했으며, 그 결과 현지인들의 반발이 지속되었다. 1998년 수하르토의 퇴진을 요구하던 민주화 운동이 갑자기 반화교 폭동으로 돌변하여, 수많은 화교들이 처참하게 살해되었다.
2000년대에 들어 민주화가 진행되면서 화교들에 대한 탄압은 중단되었으며, 민주화 시대의 첫 대통령인 압둘 라흐만 와히드는 스스로가 화교의 후손임을 밝혔다. 수실로 밤방 유도요노 정권 때에는 화교 정치인인 마리 엘카 팡에스투가 장관으로 오르기도 했으며, 2012년 자카르타 주지사 선거 때 조코위의 러닝메이트로 화교인 바수키 차하야 푸르나마가 당선되었다. 현재 화교의 정계 진출은 활발해지고 있지만, 여전히 차별조항이 많이 남아있다.

## 이름
본래 화교들은 성씨를 앞에 쓰고 그 뒤에 이름을 쓰는 중국식 이름을 사용했다. 그러나 1967년 이후 일종의 '창씨개명'이 실시되었으며, 중국식 이름이 금지되고 모든 중국식 성씨는 인도네시아식으로 개명되어야만 했다. 압둘 라흐만 와히드 정권 때 본래의 중국식 이름으로 되돌리는 것이 허용되었으나, 대부분은 개명된 이름을 사용하고 있다.
이름을 개명하는 방법은 다양했지만, 대개 자신의 성씨를 인도네시아식 이름에 끼워넣었다. 예를 들어 Tan 씨는 Soetanto(EYD로는 Sutanto), Pang 씨는 Pangestu(예: 마리 엘카 팡에스투), Wee는 Widodo 또는 Widjaja(EYD로는 Wijaya)이다. 때로는 무슬림처럼 아랍어 이름으로 개명되기도 했는데, 예를 들어 Lee가 Ibrahim, Lim(수완디 Liem)이 Salim(예: 수도노 살림)이 되는 경우가 그랬다. 아예 영어 이름을 성씨로 쓰거나, 또는 말레이어, 자바어 등 현지어 단어 중 하나를 골라 성씨로 쓰기도 했다.
당초 화교를 현지인으로 만드려는 수단으로 시행되었지만, 문제는 일부러 끼워넣었다는 점이 "옥의 티"였다. 때문에 많은 사람들이 이름만 보고도 화교인지 아닌지 구분할 수 있었다고 한다. 때로는 이름만 갖고는 화교인지 아닌지 구분할 수 없기도 한데, 이 때문에 종종 오해가 생기곤 한다. 예를 들어, 인도네시아의 대통령 조코위는 대선 때 화교로 오해받곤 했는데, 이는 성씨인 Widodo가 Wee나 Oey 등에서 온 경우가 있기 때문이다. 아예 그의 가짜 중국식 이름인 Oey Hong Liong이 적힌 부고가 나돌기도 했다.

## 사회

### 언어
과거 인도네시아의 화교들은 중국어를 구사했으나, 수하르토 정권을 거치면서 중국어의 사용이 금지되어, 현대 세대들은 중국어를 잘 하지 못한다. 사람에 따라 다르지만, 여전히 능통하게 구사하는 사람이 있는 가 하면, "니하오" 등 기본적인 것 외에는 할 줄 모르는 사람들이 있다. 일반적으로 가정에서 대화할 때에는 중국어와 말레이어를 섞는 경우도 있지만, 대개는 말레이어만을 사용한다. 다만 최근에는 부모한테 배우거나, 또는 중국, 말레이시아 등으로 유학을 갔다 오면서 중국어를 조금씩 구사할 줄 아는 사람들이 늘어나고 있다.

### 종교
인도네시아는 아시아 최대의 무슬림 국가로, 인구의 80% 이상이 무슬림이나 이슬람 국가가 아닌 다종교 국가이다. 종교의 선택은 자유이나 이슬람, 카톨릭, 개신교, 불교, 힌두교 5종류의 종교중에 하나를 의무적으로 선택해야 한다. 현지인들은 대개 무슬림이나, 화교들 중 무슬림의 비율은 5%에 지나지 않으며, 대개는 불교, 기독교 등을 믿는다.

### 반중 감정
인도네시아는 반중 감정이 적지 않으며, 1965년 쿠데타 진압 작전 또는 1998년 폭동 당시 수많은 화교들이 현지인들에게 무차별적으로 살해당하는 사건이 발생했다. 이러한 폭동이 언제 일어날 지 알 순 없으나, 가능성이 낮은 편이 아니라 화교들은 불안해하고 있다고 한다. 현지인과 화교는 서로 경계하는 편이며, 서로 섞여 어울리는 일은 드물다. 최근들어 바수키 차하야 푸르나마같은 화교들이 자카르타의 부주지사로 당선되는 등 상황은 개선되고 있지만, 여전히 심한 편이다.
화교들은 법적으로 대통령이 될 순 있지만 국민 정서상 되기 어려운 걸로 알려져 있다.

## 대표 인물
- 아그네스 모니카 (Agnes Monica, 한국 한자: 楊詩曼 양시만) - 가수
- 수도노 살림 (Sudono Salim, 한국 한자: 林紹良 임소량) - 기업인
- 린체웨이 - 언론인
- 압둘 라흐만 와히드 - 정치인, 전 대통령 (1999-2001)
- 바수키 차하야 푸르나마 (Basuki Tjahaja Purnama, 한국 한자: 鐘萬學 종만학)  - 정치인, 자카르타 전 주지사 (2014-2017)
- 마리 엘카 팡에스투 (Mari Elka Pangestu, 한국 한자: 馮慧蘭 풍혜란) - 정치인
- 제임스 리아디 (James Riady, 한국 한자: 李白 이백) - 기업인
- 크리스 존 - 권투선수
- 조 타슬림 (Joe Taslim) - 배우
- 황한산 (黃漢山, Christiandy Sanjaya)  - 정치인, 지역대표의원, 서칼리만탄 주 전 부지사 (2008-2018)
- 이화성 (李和星, Astro Li)  - 작가, 각본가, 배우

## 같이 보기
- 공사공화국
- 란방공화국
- 중국계 태국인
- 중국계 라오스인
- 호아족
- 말레이시아 화교
- 중국계 싱가포르인
- 중국계 브루나이인
- 중국계 필리핀인
- 1740년 바타비아 대학살
- 1998년 5월 인도네시아 폭동